# Condado de Modoc
O condado de Modoc (em inglês:  Modoc County) é um dos 58 condados do estado americano da Califórnia. Foi fundado em 1855. A sede e única cidade do condado é Alturas.

## Geografia
De acordo com o United States Census Bureau, o condado possui uma área de 10 887 km², dos quais 10 147 km² estão cobertos por terra e 740 km² por água.

## Demografia
Segundo o censo nacional de 2010, o condado possui uma população de 9 686 habitantes e uma densidade populacional de menos de 1 hab/km². Possui 5 192 residências, que resulta em uma densidade de 0,5 residências/km².